# How I Met Your Mother
How I Met Your Mother, nota anche con l'acronimo HIMYM o, in Italia, come E alla fine arriva mamma, è una sitcom statunitense ideata da Craig Thomas e Carter Bays, in onda sulla CBS dal 19 settembre 2005 al 31 marzo 2014, per un totale di 208 episodi distribuiti in nove stagioni.
La serie racconta le vicissitudini sociali e sentimentali dei cinque amici Ted, Marshall, Robin, Barney e Lily nella New York d'inizio terzo millennio. All'interno di una cornice narrativa ambientata nel futuro, la trama principale è costituita dalla ricerca, da parte di Ted, dell'anima gemella con cui sposarsi e mettere su famiglia; accanto a lui si snodano le vicende dei giovani innamorati Marshall e Lily, del donnaiolo Barney e di Robin, molto più di un'amica per Ted.

## Trama
Nel 2030 Ted Mosby, un affermato architetto, inizia a raccontare ai suoi due figli gli eventi che, a partire da venticinque anni prima, lo hanno portato a conoscere quella che sarebbe diventata la sua futura moglie e loro madre. Ted inizia così a ricordare di quando, nel 2005, era soltanto un giovane single a New York, ancora alla ricerca dell'anima gemella. All'epoca viveva insieme ai suoi storici amici Marshall Eriksen e Lily Aldrin, una giovane coppia di innamorati, fidanzati dai tempi del college. La loro combriccola era completata da Barney Stinson, un ricco e impenitente donnaiolo conosciuto per caso. Ted inizia il suo racconto dal giorno in cui ha conosciuto Robin Scherbatsky, una ragazza canadese appena arrivata in città, reporter in una piccola emittente televisiva locale, che presto si unisce al loro gruppo e con la quale il giovane instaura un complicato rapporto di amicizia/amore. Usando come pretesto il ricordo del primo incontro con la loro madre Ted racconta ai figli la sua vita e quella dei suoi amici all'inizio degli anni Duemila, e tutte le difficoltà sentimentali che ha dovuto affrontare prima di incontrare la donna dei suoi sogni.

### Prima stagione
La decisione di Marshall e Lily di sposarsi porta improvvisamente Ted a riflettere sul matrimonio e sulla ricerca della dolce metà, con il disappunto del suo amico Barney, un vero e proprio sciupafemmine seriale sempre disposto a tutto pur di vivere l'avventura di una notte. La sera stessa conosce una giovane ragazza canadese, Robin, alla quale nel primo appuntamento rivela subito d'essere innamorato. Robin, dal canto suo, non vuole una storia seria, pertanto i due decidono di essere solo amici. In seguito Ted inizia a frequentare una pasticciera, Victoria; questo porta Robin a capire di essere gelosa della relazione di Ted. A Victoria, però, qualche mese dopo viene offerta una borsa di studio culinaria in Germania e decide di partire, lei e Ted decidono di provare comunque ad avere una relazione a distanza. Ted, avendo scoperto da Lily che Robin prova qualcosa per lui, le mente, dicendo di aver chiuso con la fidanzata. Ted e Victoria rompono, e una delusa Robin decide di prendere le distanze dall'amico. I due non riescono però a soffocare il loro reciproco sentimento e, dopo vari tentativi, alla fine Ted riesce a conquistarla. Intanto, nella mente di Lily inizia a maturare l'idea di avere perso molte occasioni, in passato, a causa della sua storia con Marshall, e la ragazza comincia ad avere forti dubbi e ripensamenti sul suo futuro da sposa; decisa a realizzare il suo vecchio sogno d'artista, la giovane scappa da New York andando a frequentare un corso d'arte a San Francisco, annullando le nozze e lasciando Marshall.

### Seconda stagione
Ted e Robin trascorrono la loro prima estate come una coppia, mentre un Marshall comatoso, con il cuore spezzato, prova a vivere la sua vita senza Lily. Gli amici si decidono, allora, a fare qualcosa per rimetterlo in pista con l'altro sesso — in particolare Barney. Alla fine dell'estate, Lily, dopo aver finalmente compreso che non potrà mai essere un'artista, torna a New York per riprendersi Marshall, il quale, dopo un breve periodo di tentennamenti, perdona Lily. I due ritornano così insieme, progettando di nuovo le nozze. Intanto gli amici scoprono che tempo addietro, in Canada, Robin era una famosa popstar per teenager, sotto lo pseudonimo di Robin Sparkles; Marshall e Barney avevano scommesso sulla cosa e, in quanto vincitore, il primo ottiene il diritto di poter dare cinque sberle all'amico. Gli storici fidanzati riescono finalmente a sposarsi, coronando il loro legame, mentre l'altra coppia del gruppo arriva al capolinea, rendendosi conto di non avere gli stessi progetti per il futuro.

### Terza stagione
Robin, dopo un lungo viaggio in Argentina a seguito della rottura con Ted, ritorna in città con un nuovo fidanzato, Gael, che fa ingelosire a dismisura Ted. Intanto Marshall e Lily decidono di andare a vivere per conto proprio, iniziando a cercare casa. Robin scopre poi che Lily soffre della sindrome da acquisto compulsivo, e cerca d'aiutare l'amica a uscirne. Ted, invece, comincia a corteggiare Stella, una dermatologa che gli ha rimosso un imbarazzante tatuaggio, frutto di una notte brava. Nello stesso periodo, Robin finisce a letto con Barney, dopo che quest'ultimo l'aveva confortata dopo una cocente rottura; la cosa finisce lì, ma Ted è infuriato quando Robin glielo confessa e decide di troncare l'amicizia con Barney. Come se ciò non bastasse, una donna sconosciuta inizia a sabotare tutti i corteggiamenti di Barney e solo dopo molto tempo il ragazzo scopre che si tratta di Abby, la segretaria di Stella, infuriata perché Barney non si è più fatto sentire con lei. Nonostante l'acredine, l'amicizia ha il sopravvento e alla fine Ted perdona Barney, dopo che l'amico aveva quasi rischiato la vita per lui. Mentre Barney capisce di provare qualcosa per Robin, Ted chiede a Stella di sposarlo.

### Quarta stagione
Stella accetta la proposta di matrimonio di Ted, ma il giorno delle nozze lo lascia all'altare per tornare con il suo ex marito Tony. Intanto Robin ottiene un lavoro in Giappone, lasciando temporaneamente i suoi amici. Barney, alle prese con i suoi sentimenti per Robin, rivela che la sua azienda ha acquisito la Goliath National Bank, società presso la quale Marshall trova un buon impiego; i due diventano così colleghi inseparabili. Lily e Marshall vanno a vivere nel loro nuovo appartamento, e iniziano a discutere se sia il caso di allargare la famiglia. Robin, tornata a New York, diventa coinquilina di Ted, e ottiene anche un nuovo lavoro come conduttrice. In seguito Ted scopre che Lily in passato ha sabotato quasi tutte le sue relazioni che non le andavano a genio, e che indirettamente ha interferito anche nella rottura con Robin. Lo stesso Ted reincontra Stella e Tony: in colpa per avergli portato via la ragazza, l'uomo gli offre un lavoro come professore universitario, che Ted accetta. Robin scopre infine che Barney la ama e i due, in segreto, si mettono insieme.

### Quinta stagione

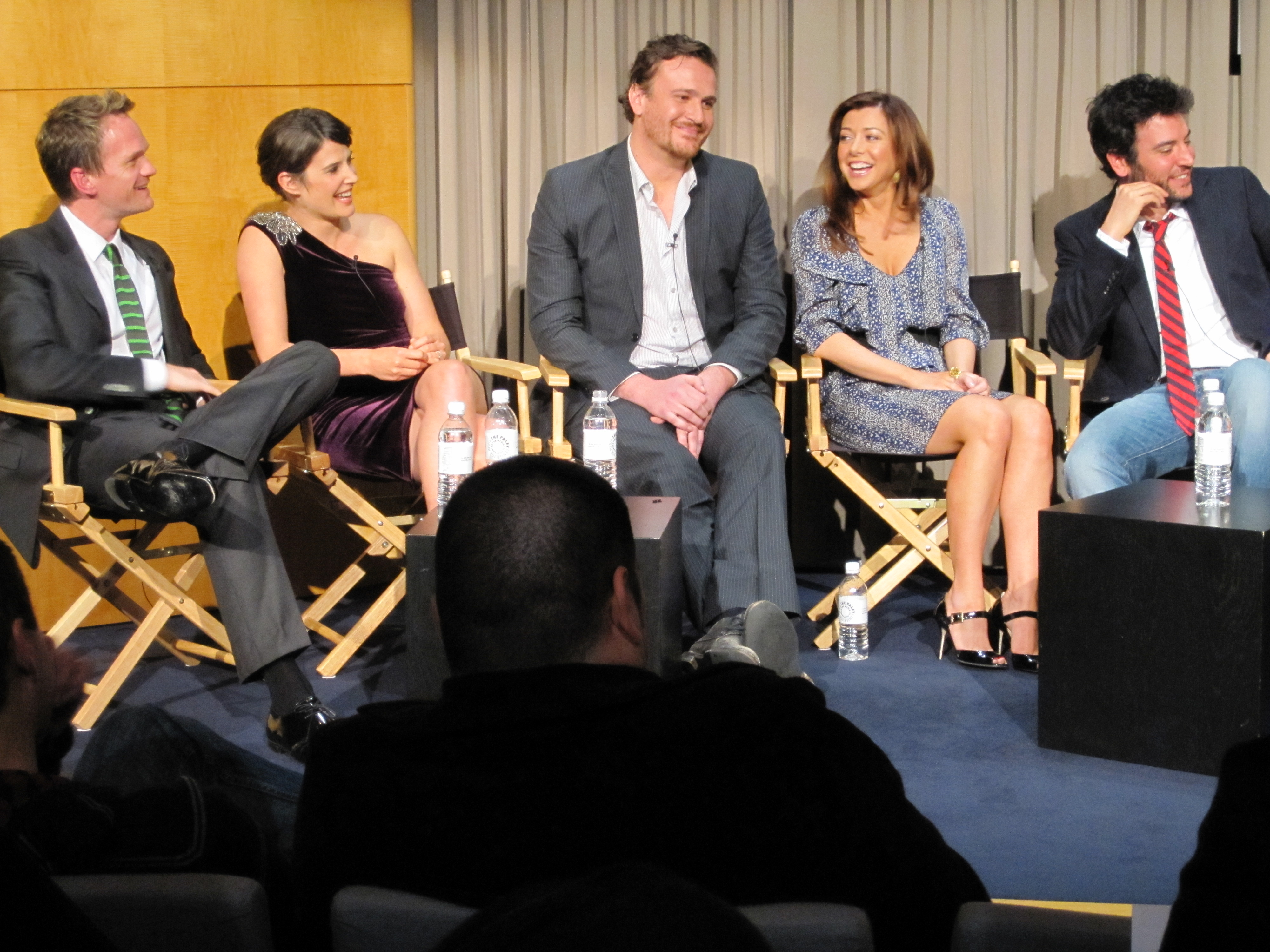
Il cast originale di HIMYM (stagioni 1-8) nel 2010, alla festa per il centesimo episodio; da sinistra: Neil Patrick Harris, Cobie Smulders, Jason Segel, Alyson Hannigan e Josh Radnor.

Ted inizia il suo nuovo lavoro come professore universitario, tra alterne fortune. Nel frattempo, dopo che Robin e Barney hanno avuto in segreto per tutta l'estate un rapporto di solo sesso, quando vengono scoperti da Lily, questa li costringe a definire la loro relazione; dopo tre mesi però i due decidono di rompere, poiché hanno entrambi caratteri dominanti che li portano a star male con se stessi. Intanto Ted inizia a frequentare una studentessa di nome Cindy, la coinquilina della futura madre dei suoi figli, che però Ted non riesce a incontrare in quell'occasione. Dopo la rottura con Barney, Robin conosce Don, il suo nuovo co-conduttore, e i due iniziano a uscire assieme; quando la storia diventa importante, il collega accetta però un nuovo lavoro a Chicago e, preferendo la carriera all'amore, la lascia. Pochi giorni prima, Ted — in crisi sul lato sentimentale, anche per via del nuovo matrimonio della madre — aveva comprato d'impulso una casa: la stessa nella quale, successivamente, vivrà con sua moglie e con i loro figli. Lily e Marshall, invece, sono ancora insicuri sul fatto di allargare la famiglia, ma decidono di rompere gli indugi dopo un bizzarro patto.

### Sesta stagione
Ted ha l'occasione della vita quando viene incaricato di progettare la nuova sede della GNB al posto di un antico albergo in rovina, l'Arcadian; in questo frangente incontra Zoey, una donna che protesta contro il progetto. Nonostante le molte divergenze e i diversi caratteri, i due s'innamorano, cercando di portare avanti un difficile rapporto. Contemporaneamente, Lily e Marshall hanno deciso che è ora di provare davvero a mettere su famiglia, ma incontrano vari problemi. Lo stesso Marshall si ritrova ad affrontare il momento più difficile della sua vita, quando il padre Marvin muore improvvisamente per un infarto. Barney scopre intanto che il suo vero padre è Jerry, colui che aveva sempre creduto essere suo zio, cercando quindi di riallacciare i rapporti con l'uomo; nello stesso tempo conosce anche Nora, una collega di Robin, della quale s'infatua perdutamente. Dal canto suo, l'amica trova finalmente lavoro in un network nazionale, World Wide News, dove reincontra Sandy Rivers, un suo vecchio collega. Dopo vari tentativi, Lily riesce finalmente a rimanere incinta, mentre Marshall, scosso dalla scomparsa del padre, decide di licenziarsi dalla GNB per coronare il suo vecchio sogno di diventare un avvocato ambientalista. Quando Ted capisce che Zoey ha più a cuore le sorti dell'Arcadian piuttosto che la loro relazione, la lascia e porta avanti il suo progetto, abbattendo lo storico palazzo.

### Settima stagione
Robin capisce di essere ancora innamorata di Barney, ma nonostante ciò l'aiuta a far funzionare la sua relazione con Nora. Marshall e Lily decidono inizialmente di tenere segreta agli amici la sua gravidanza, ma desistono poco tempo dopo. Intanto Robin incomincia a uscire con Kevin, uno psicologo, mentre i nonni di Lily lasciano alla nipote la loro casa a Long Island e, nonostante la lontananza da Manhattan, lei e il marito decidono di trasferirsi per crescere laggiù il figlio in arrivo — pentendosi però molto presto. Nel frattempo Marshall trova il lavoro dei suoi sogni, in uno studio legale ambientalista. Pur impegnati in altre relazioni, Barney e Robin finiscono nuovamente a letto insieme, ma mentre lui lascia Nora, lei decide di continuare la storia con Kevin; quando però lui le chiede di sposarla, lei gli confessa di non volere (e non potere avere) figli, e Kevin ritira la proposta, rompendo la loro storia. Intanto la stessa Robin inizia a farsi un nome alla WWN, complice le pessime abitudini del collega Sandy Rivers. Con il bambino in arrivo Lily riesce a riappacificarsi con il padre Mickey. Ted prosegue invece la sua ricerca dell'anima gemella e, quando Robin viene lasciata da Kevin, si dichiara a sorpresa: in seguito, comprendono entrambi di aver fatto un errore, cosa che porta a un raffreddamento del loro rapporto; Robin lascia così l'appartamento di Ted, cosa che poco tempo dopo fa lo stesso ragazzo, regalando la storica casa a Lily e Marshall. Barney intanto inizia a frequentare Quinn, una spogliarellista del suo abituale night club, con cui va presto a vivere insieme. Quinn lascia a Ted il suo vecchio appartamento, mentre Robin diventa finalmente anchorwoman di WWN. Mentre Lily dà alla luce suo figlio tra mille difficoltà, Robin e Ted tornano a essere amici. Sul versante sentimentale, Barney chiede a Quinn di sposarlo, ricevendo una risposta positiva; Ted capisce invece di avere ancora una possibilità con la sua ex ragazza Victoria, mai dimenticata.

### Ottava stagione
Ted sembra felice con la ritrovata Victoria, ma la loro nuova relazione non riesce a soddisfare appieno entrambi; la ragazza decide di lasciarlo, non riuscendo ad accettare la presenza della ex Robin nella vita di Ted. Intanto Lily e Marshall iniziano faticosamente a calarsi nel ruolo di genitori, mentre Robin pare aver superato la cotta per Barney e riallaccia un rapporto con Nick, una vecchia fiamma, che però ha vita corta; Barney è invece alle prese con i preparativi del suo futuro matrimonio con Quinn, ma una serie d'incomprensioni pone bruscamente fine alla loro unione: dopo tutto ciò, tra Barney e Robin riaffiora il vecchio sentimento d'amore e, pur tra ciclici dubbi, i due decidono di sposarsi — la sera stessa in cui Ted vede finalmente porre la sua firma nello skyline della grande mela, con l'inaugurazione della GNB Tower. Nel frattempo Lily, grazie a un incontro con il Capitano (l'ex marito di Zoey), realizza il vecchio sogno di lavorare nel mondo dell'arte, diventando sua consulente nell'acquisto di opere; ciò la porta anche ad accettare la prospettiva di un lavoro annuale a Roma. Nell'imminenza del matrimonio tra Barney e Robin, si snodano vari bivi per il resto del gruppo: a Marshall, arrivato a un punto morto nella sua attività d'avvocato, viene offerta la possibilità di diventare giudice, ma ciò compromette il progetto di andare a vivere in Italia con la consorte. Da parte sua Ted — che ancora nutre qualcosa per Robin, e ormai disilluso dalla ricerca dell'amore — prende la decisione di lasciare definitivamente New York per trasferirsi a Chicago. In tutto questo, mentre i cinque amici si mettono in marcia per le nozze dei due fidanzati, una ragazza con l'ombrello giallo si sta dirigendo nello stesso luogo: sia lei che Ted, non sanno ancora che saranno destinati a incontrarsi.

### Nona stagione
Il gruppo di amici si riunisce a Farhampton, località fuori New York dov'è in programma il matrimonio tra Barney e Robin. Nell'arco delle 56 ore precedenti la cerimonia, ognuno di loro vive una serie di eventi che, ancora inconsapevolmente, finiranno per incidere in maniera significativa sul loro futuro. Mentre i due fidanzati sono in preda a dubbi e ripensamenti — con Barney scioccato dal divorzio di suo fratello James, e Robin che non riesce a trovare punti d'incontro con la suocera —, Marshall e Lily entrano improvvisamente in crisi dopo che il ragazzo ha accettato il nuovo lavoro di giudice all'insaputa della moglie, che vede così naufragare il suo sogno di trasferirsi a Roma. In tutto ciò, Ted è ormai stanco di dividersi tra l'amicizia con Barney e i sentimenti mai sopiti per Robin, attendendo con impazienza la fine del weekend per poter iniziare una nuova vita a Chicago; a sconvolgere questi piani arriva una giovane ragazza, chiamata a suonare al matrimonio con la sua band, che negli anni passati Ted aveva più volte sfiorato — senza mai incontrarsi — lungo la sua strada.

## Episodi
La serie viene trasmessa per la prima volta nel 2005 dalla rete televisiva statunitense CBS. Per quanto concerne la platea italofona, la serie è trasmessa in Italia dai canali Mediaset a partire dall'11 febbraio 2008; inizialmente le prime tre stagioni sono andate in onda in prima visione su Italia 1 con il titolo E alla fine arriva mamma! (in seguito accantonato), mentre dalla quarta stagione la serie è stata trasmessa in prima visione a pagamento da Joi con il nome originale How I Met Your Mother, e successivamente replicata in chiaro da Italia 1 con lo stesso titolo. In Svizzera, il canale RSI LA1 manda invece in onda la serie con il primo nome italiano E alla fine arriva mamma. L'edizione home video in lingua italiana della serie ha poi utilizzato il titolo How I Met Your Mother - Alla fine arriva mamma.
| Stagione         | Episodi | Prima TV USA | Prima TV Italia |
| ---------------- | ------- | ------------ | --------------- |
| Prima stagione   | 22      | 2005-2006    | 2008-2009       |
| Seconda stagione | 22      | 2006-2007    | 2009            |
| Terza stagione   | 20      | 2007-2008    | 2009            |
| Quarta stagione  | 24      | 2008-2009    | 2009            |
| Quinta stagione  | 24      | 2009-2010    | 2010            |
| Sesta stagione   | 24      | 2010-2011    | 2011            |
| Settima stagione | 24      | 2011-2012    | 2012            |
| Ottava stagione  | 24      | 2012-2013    | 2014            |
| Nona stagione    | 24      | 2013-2014    | 2014            |

## Personaggi e interpreti
- Ted Mosby (stagioni 1-9), interpretato da Josh Radnor (nel presente) e da Bob Saget (nel futuro), doppiato da Renato Novara (nel presente) e da Marco Pagani (nel futuro).
- Marshall Eriksen (stagioni 1-9) interpretato da Jason Segel, doppiato da Gianluca Iacono.
- Robin Scherbatsky (stagioni 1-9), interpretata da Cobie Smulders, doppiata da Sonia Mazza.
- Barney Stinson (stagioni 1-9), interpretato da Neil Patrick Harris, doppiato da Claudio Moneta.
- Lily Aldrin (stagioni 1-9), interpretata da Alyson Hannigan, doppiata da Elisabetta Spinelli.
- Tracy McConnell (stagione 9,[5] guest 8), interpretata da Cristin Milioti, doppiata da Gea Riva.

## Produzione

### Ideazione
Ispirata dall'idea «scriviamo sui nostri amici e le cose stupide che abbiamo fatto a New York», la serie televisiva How I Met Your Mother nasce da un progetto di Carter Bays e Craig Thomas. I due ricalcarono la propria amicizia nella creazione dei personaggi della serie, con il personaggio di Ted basato su Bays, e quelli di Marshall e Lily tratteggiati su Thomas e sua moglie.

### Casting

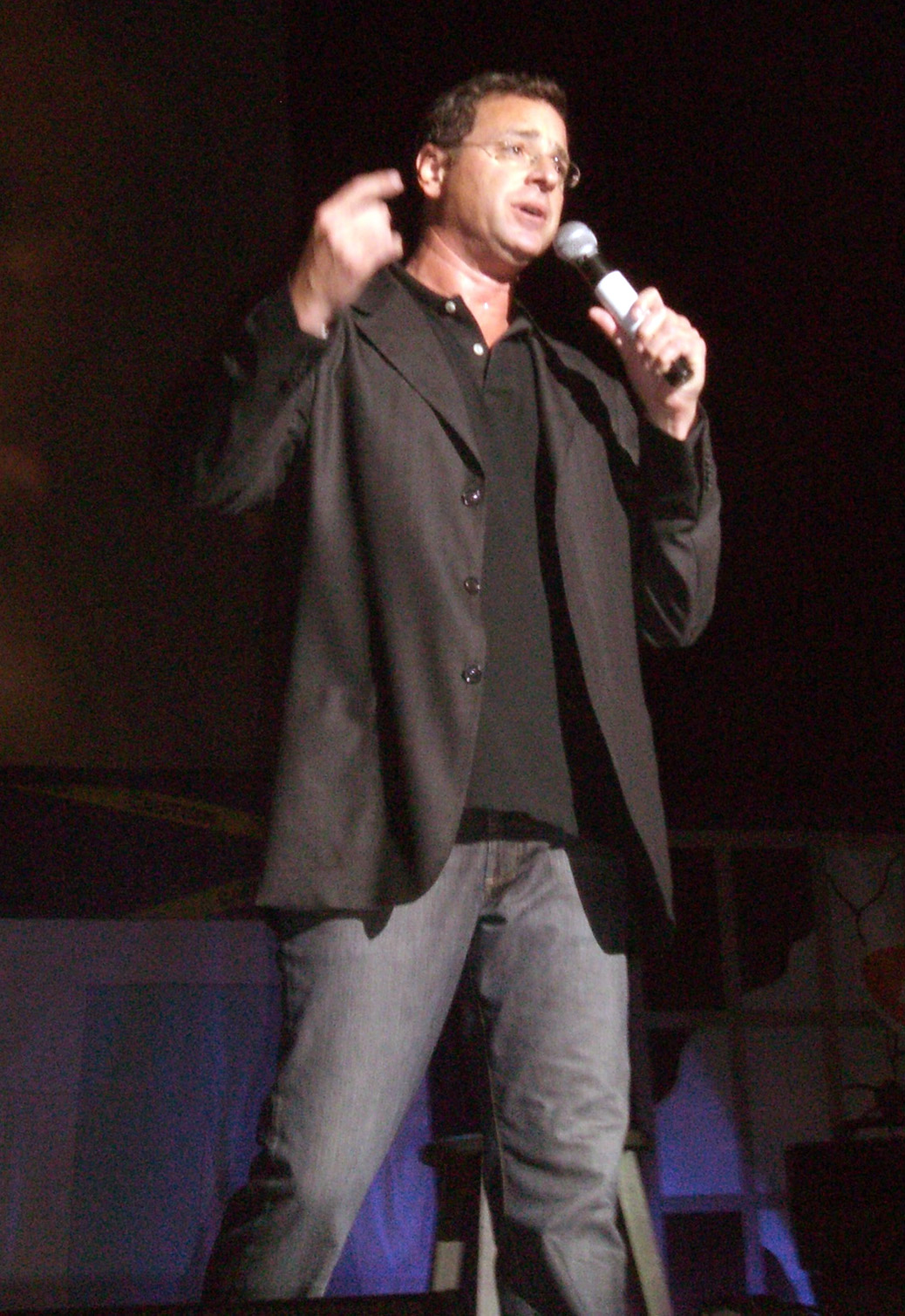
Bob Saget presta la voce al Ted Mosby del futuro, ovvero il narratore dell'intera sitcom.

La CBS ordinò la produzione di un episodio pilota nel febbraio del 2005 e il successivo 2 marzo Josh Radnor fu il primo attore a entrare nel cast, per il ruolo di Ted Mosby. La moglie di Craig Thomas, Rebecca, venne inizialmente reclutata per interpretare se stessa, ma alla fine gli autori furono d'accordo sullo scegliere Alyson Hannigan per il ruolo di Lily Aldrin. L'attrice era disponibile e stava cercando proprio un ruolo comico del genere; fu quindi ingaggiata nello stesso mese di marzo assieme a Neil Patrick Harris, Jason Segel e Cobie Smulders, rispettivamente nei ruoli di Barney Stinson, Marshall Eriksen e Robin Scherbatsky.
Bob Saget è invece il narratore (non accreditato) di tutta la sitcom, nei panni del Ted del futuro che racconta ai suoi figli la lunga storia. L'attore venne ingaggiato per il ruolo dopo essere stato contattato telefonicamente da Bays e Thomas, i quali gli espressero il desiderio di averlo come voce narrante dell'episodio pilota: Saget era però impegnato in uno spettacolo a New York, così registrò le sue battute da uno studio della città. Nella settima stagione, per la prima volta, sono stati realizzati degli episodi (The Stinson Missile Crisis e Symphony of Illumination) in cui la narrazione principale degli eventi non è affidata al Ted del futuro ma a Robin.

#### Camei

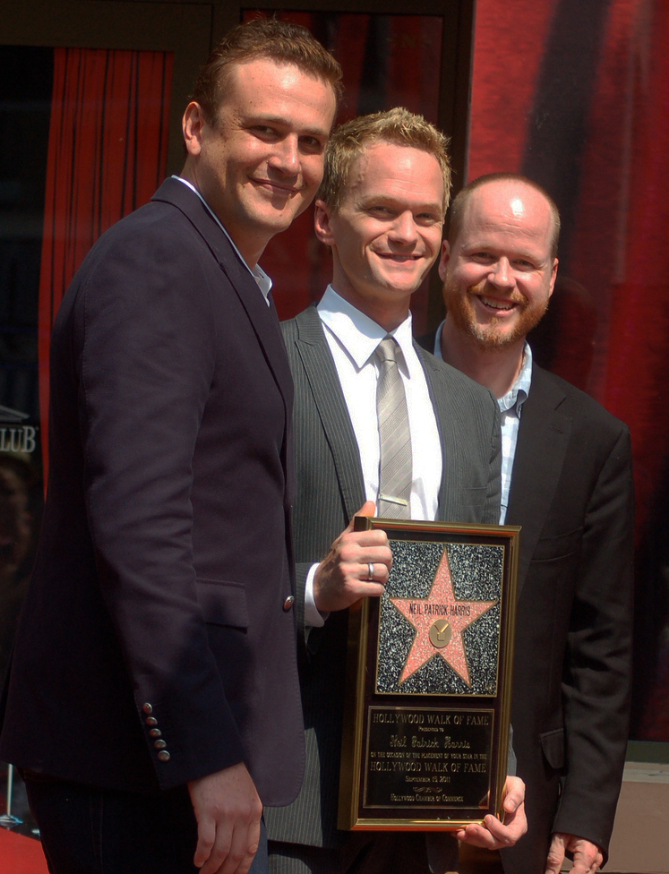
Joss Whedon (a destra), insieme a Segel, alla consegna della stella di Harris sulla Hollywood Walk of Fame; nel corso delle stagioni, è diventata una sorta di "tradizione" per HIMYM l'accogliere guest star provenienti da produzioni passate di Whedon.

Una delle "tradizioni" della serie consiste nell'utilizzare guest star provenienti dalle produzioni di Joss Whedon, tra cui molti degli attori che hanno affiancato Alyson Hannigan nella serie Buffy l'ammazzavampiri; Carter Bays ha dichiarato di essere un grande fan di quella serie, composta da attori di grande talento. Tra questi, Alexis Denisof (Wesley Wyndam-Pryce nel Buffyverse, oltre che marito della stessa Hannigan nella vita reale) interpreta il ruolo ricorrente di Sandy Rivers, collega ed ex fiamma di Robin.
Tra gli altri personaggi ricorrenti, David Burtka (nella realtà il compagno e poi marito di Neil Patrick Harris) è Scooter, l'ex fidanzato di Lily, mentre Taran Killam (compagno di Cobie Smulders) è Blauman, un collega di Barney e Marshall.

### Location
Il MacLaren's, pub nel quale è ambientata una parte delle vicende della serie, si ispira a un vero pub di New York chiamato McGee's; era un locale che piaceva sia a Carter Bays che a Craig Thomas, ed entrambi hanno voluto inserirlo nella serie. Il nome del bar deriva dall'assistente di Carter Bays, Carl MacLaren, e in suo onore il barista del MacLaren's si chiama Carl.

### Riprese
Il pilota fu girato nella prima parte del mese di aprile e il 18 maggio 2005 la CBS approvò la produzione di una prima stagione, che esordì nei palinsesti statunitensi il 19 settembre 2005.

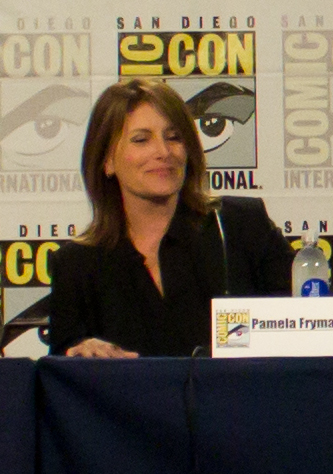
Pamela Fryman, regista della quasi totalità degli episodi di HIMYM.

A differenza degli altri attori, Bob Saget non ha partecipato sempre alle letture degli episodi prima della registrazione. Solitamente ogni episodio è stato girato in tre giorni (la maggior parte delle sitcom girano un episodio al giorno) e ognuno di essi è composto da circa cinquanta scene, con veloci transizioni e flashback. Le risate di fondo sono state aggiunte successivamente utilizzando risate registrate; il coautore Thomas sosteneva che girare gli episodi di fronte al pubblico non era possibile. Alcuni episodi, realizzati in set più piccoli, sono stati però ripresi di fronte a un pubblico.
La stragrande maggioranza degli episodi è stata diretta dalla regista Pamela Fryman; Neil Patrick Harris ha invece diretto l'episodio Gelosia della quinta stagione.

### Sequenza d'apertura
La sigla di apertura è la parte finale della canzone Hey Beautiful dei The Solids, gruppo musicale del quale fanno parte Bays e Thomas, i due creatori della serie. Gli episodi della prima stagione generalmente iniziano direttamente con la sigla. A partire dalla seconda stagione è stato inserito un breve prologo, dove gli spettatori vedono i figli di Ted su un divano mentre lo ascoltano raccontare la storia di come ha incontrato la loro madre; in alternativa, ci sono spezzoni tratti da episodi precedenti o immagini di New York. Thomas ha ammesso esplicitamente che il Ted del futuro è un narratore poco credibile visto che sta cercando di ricordare una storia a distanza di vent'anni dalla stessa, quindi tende a raccontare gli eventi passati in maniera errata e/o distorta, a volte anche mentendo; questo espediente narrativo è stato un punto chiave di molti episodi della serie. Una scena direttamente collegata con l'identità della madre, scena che coinvolge il futuro di Ted, è stata girata all'inizio della seconda stagione per essere poi eventualmente riutilizzata nell'episodio finale della serie; questo è stato fatto principalmente perché gli attori che recitano il ruolo dei figli sarebbero diventati adulti entro la fine della stessa.

## Colonna sonora
Una colonna sonora della serie, intitolata How I Met Your Music è stata pubblicata il 24 settembre 2012 per il solo download digitale, riedita nel 2014 in una versione deluxe. Parallelamente a questa raccolta, negli anni sono stati pubblicati come singoli alcuni brani originali presentati durante il corso della sitcom: La Vie en rose, Let's Go to the Mall, Night Night, Little Marvin, Nothing Suits Me Like a Suit, P.S. I Love You, Sandcastles in the Sand, Ted Mosby Is a Jerk e You Just Got Slapped.

## Trasmissione

### Sciopero degli sceneggiatori

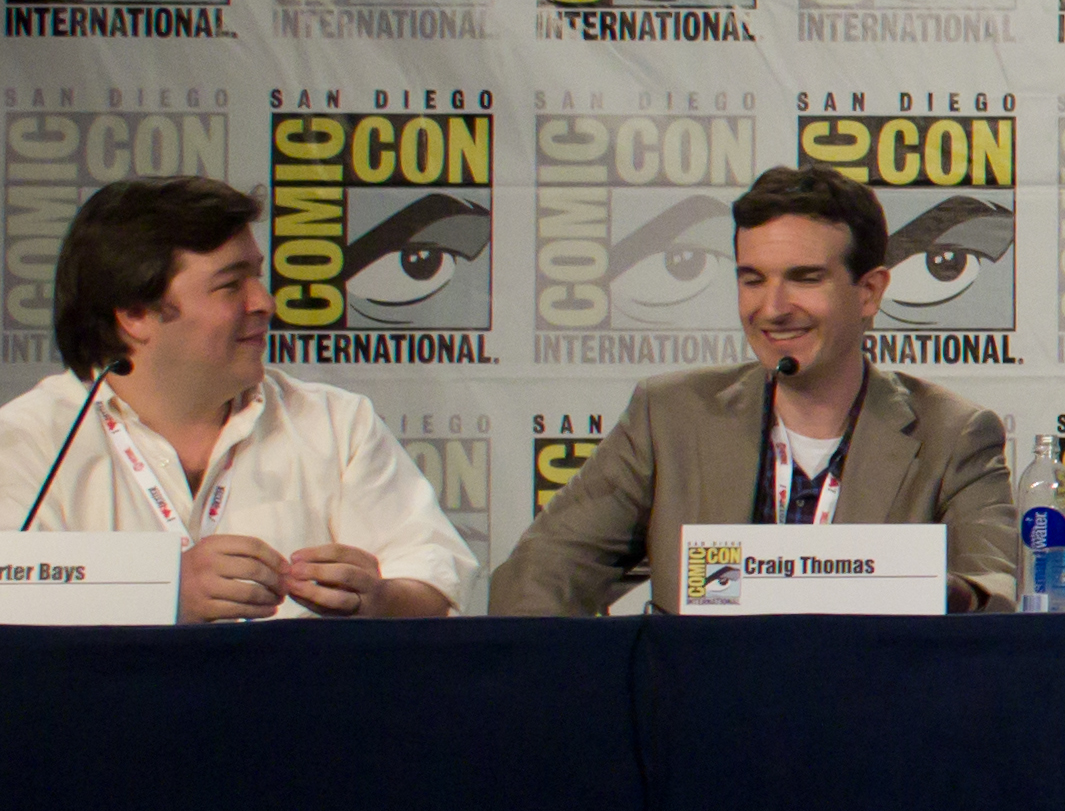
Da sinistra: i due creatori della sitcom, gli sceneggiatori e produttori Carter Bays e Craig Thomas.

Durante lo sciopero degli sceneggiatori del 2007-2008 How I Met Your Mother si fermò, ma dopo la fine dello sciopero la serie tornò in onda il 17 marzo 2008 con nove nuovi episodi. Venne anche annunciato un cambiamento negli orari di trasmissione, con lo spostamento alle 20:30, scambiandosi l'orario con la serie The Big Bang Theory. La serie venne rinnovata per la quarta stagione il 14 maggio 2008, e il primo episodio della nuova stagione venne trasmesso il 22 settembre dello stesso anno.

### Negli Stati Uniti
Nel settembre del 2008 è stato annunciato che l'emittente televisiva Lifetime ha acquistato da CBS i diritti per replicare How I Met Your Mother al costo di 725.000 dollari a episodio. Il contratto sulla ritrasmissione delle repliche, della durata di quattro anni, prevede la replica di 110 episodi da trenta minuti da consegnare entro il 2010, ed è presente anche un accordo per arrivare fino all'ottava stagione della serie; alla fine della quarta stagione erano stati prodotti solo 88 episodi, rendendo così necessaria una quinta stagione di 22 episodi per rispettare il contratto. Il 19 maggio 2009 venne annunciato che la serie sarebbe stata rinnovata per la quinta stagione. Il 12 gennaio 2010 la serie ha superato il traguardo del 100º episodio, ed è stata contemporaneamente confermata la produzione di una sesta stagione. In risposta alla ritrasmissione di repliche, il coautore della serie Craig Thomas ha dichiarato di aver apprezzato il forte desiderio che si è creato attorno alla serie, anche se gli stessi membri del cast hanno suggerito che la serie non debba superare le otto stagioni.
Il 13 settembre 2010 è ricominciata la replica della serie su televisioni minori statunitensi e sul canale via cavo di Chicago WGN America: sono presenti delle immagini precedentemente non inserite nella trasmissione originale della CBS e di Lifetime: presenti tra i titoli di coda finali, queste immagini mostrano una parte del cosiddetto Bro-code, ovvero la lista di regole che vengono frequentemente citate da Barney Stinson su come gli uomini si dovrebbero comportare tra di loro. La sigla iniziale per le repliche è stata anch'essa lievemente modificata, più corta e con meno immagini rispetto a quelle mostrate nella serie iniziale proposta dalla CBS e presente nelle edizioni home video.

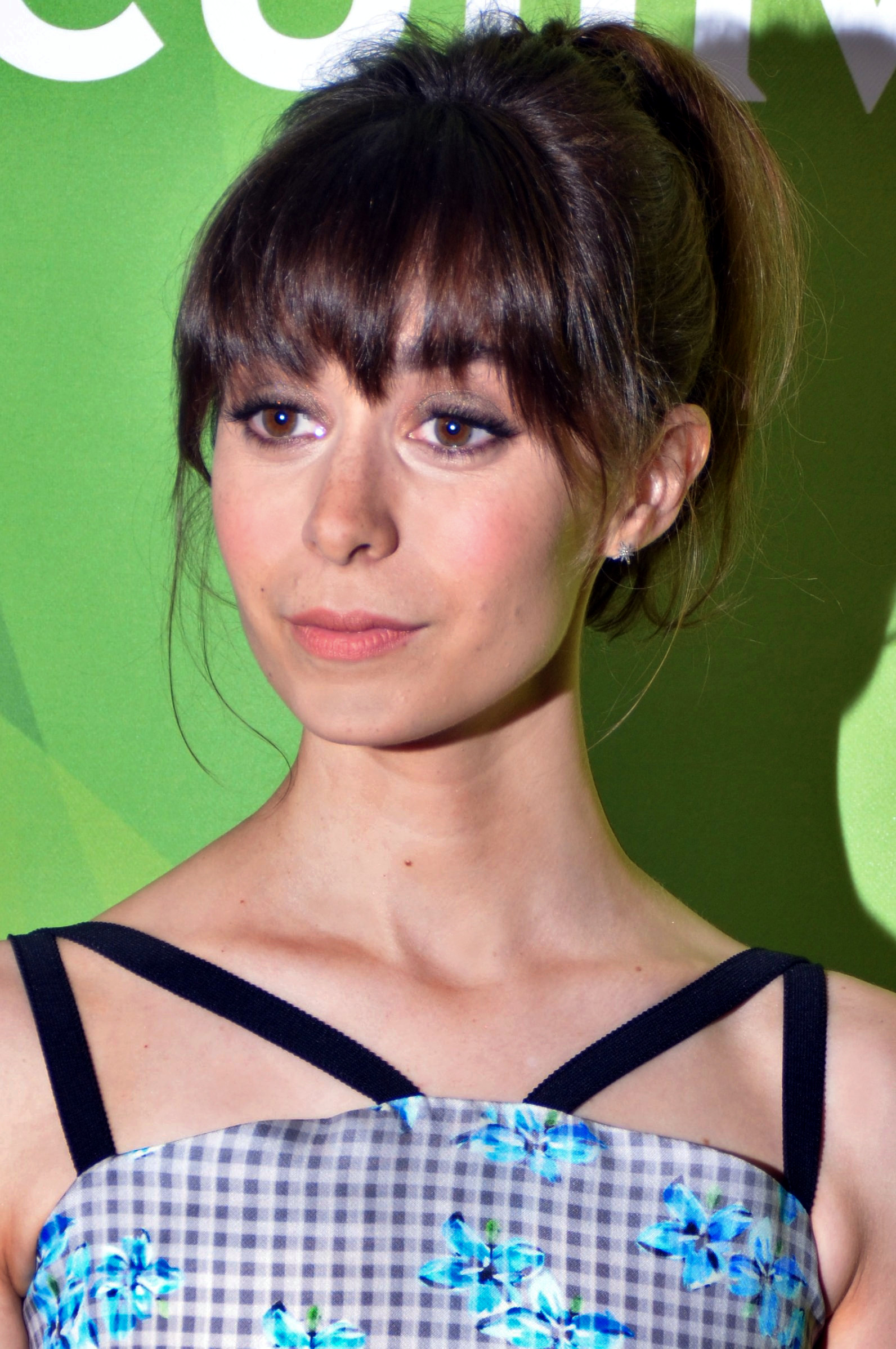
Cristin Milioti ha dato il volto alla ragazza con l'ombrello giallo, la futura moglie di Ted che fa il suo debutto sul finire dell'ottava stagione; l'entrata dell'attrice nel cast regolare, avvenuta nella nona e ultima stagione, ha segnato l'unico cambiamento di rilievo tra i protagonisti di HIMYM.

Il 4 marzo 2011 la CBS ha annunciato di aver rinnovato la serie per due ulteriori anni, fino alla stagione televisiva 2012-2013; la settima stagione ha debuttato negli Stati Uniti il 19 settembre 2011, mentre l'ottava stagione viene trasmessa dal 24 settembre 2012. Il 21 dicembre dello stesso anno la serie, in scadenza di contratto con l'ottava stagione, è stata ufficialmente rinnovata per una nona stagione, raggiungendo un accordo tra la CBS, gli autori e il cast — in particolare con Jason Segel, che in precedenza aveva invece maturato l'intenzione di lasciare la sitcom alla scadenza del suo contratto; durante la negoziazione dell'accordo, per cautelarsi, Carter Bays e Craig Thomas si erano premurati di sviluppare l'ottava stagione come fosse l'ultima, ma avevano ugualmente concepito un "piano B" che permettesse di proseguire il racconto delle vicende, nel caso il rinnovo fosse andato a buon fine.
Il 30 gennaio 2013 viene annunciato ufficialmente che la nona sarebbe stata la stagione conclusiva dell'intera serie. Con la sicurezza di quest'accordo, nelle settimane successive sono iniziati, lontano da sguardi indiscreti, i colloqui per scovare l'attrice interprete della ragazza con l'ombrello giallo, ovvero la misteriosa futura moglie di Ted, personaggio ricorrente ma fin qui "invisibile" di tutta la sitcom: la scelta finale è caduta su Cristin Milioti, in ballottaggio fino all'ultimo con altre due candidate; la Milioti è apparsa per la prima volta in HIMYM il 13 maggio 2013, nel finale di stagione, in un cameo nei secondi finali dell'ultimo episodio. Prima di quella data, il ruolo dell'attrice era stato tenuto sotto stretto riserbo, e la sua breve scena filmata il 27 marzo precedente alla presenza di pochi addetti ai lavori — con la stessa Milioti che aveva dovuto siglare una clausola in cui s'impegnava a non rendere nota la sua partecipazione allo show, fino al momento della messa in onda dell'episodio.
Nell'estate del 2013, in occasione del Comic-Con, e nell'approssimarsi della nona e ultima stagione di How I Met Your Mother, la CBS ha realizzato un breve e ironico video introduttivo con protagonisti Lyndsy Fonseca e David Henrie, i due storici interpreti dei figli di Ted che, nel 2038, sono ormai adulti e stanchi di ascoltare il lungo racconto del padre. La stagione conclusiva ha debuttato in patria il 23 settembre, con Cristin Milioti che è contestualmente entrata a far parte del cast principale della sitcom: nella storia della serie, si è trattato del primo e unico caso di cambiamento tra le file dei protagonisti.

### Nel mondo
La sitcom è conosciuta internazionalmente come:
- Stati Uniti, Regno Unito, Germania, Grecia: How I Met Your Mother
- Ungheria: Így jártam anyátokkal
- Spagna: Cómo conocí a vuestra madre
- Italia: E alla fine arriva mamma!,[1] How I Met Your Mother[4]
- Svizzera: E alla fine arriva mamma!
- Finlandia: Ensisilmäyksellä
- Portogallo: Foi Assim Que Aconteceu
- Brasile: Como eu conheci sua mãe
- Vietnam: Khi bố gặp mẹ
- Polonia: Jak poznałem waszą matkę
- Romania: Cum am cunoscut-o pe mama voastră

### Edizioni home video

#### DVD-Video
- Prima stagione:
  - Pubblicata negli Stati Uniti il 21 novembre 2006.
  - Pubblicata in Italia il 7 aprile 2009.[49]
- Seconda stagione:
  - Pubblicata negli Stati Uniti il 2 ottobre 2007.
  - Pubblicata in Italia dal 26 agosto 2009.[50]
- Terza stagione:
  - Pubblicata negli Stati Uniti il 7 ottobre 2008.
  - Pubblicata in Italia nell'ottobre 2009.
- Quarta stagione:
  - Pubblicata negli Stati Uniti il 29 settembre 2009.
  - Pubblicata in Italia il 21 marzo 2012.[51]
- Quinta stagione:
  - Pubblicata negli Stati Uniti il 21 settembre 2010.
  - Pubblicata in Italia dal 21 marzo 2012.[52]
- Sesta stagione:
  - Pubblicata negli Stati Uniti il 27 settembre 2011.[53]
  - Pubblicata in Italia il 26 settembre 2012.[54]
- Settima stagione:
  - Pubblicata negli Stati Uniti il 2 ottobre 2012.[55]
  - Pubblicata in Italia il 23 gennaio 2014.
- Ottava stagione:
  - Pubblicata negli Stati Uniti il 1º ottobre 2013.
  - Pubblicata in Italia il 24 luglio 2014.
- Nona stagione:
  - Pubblicata negli Stati Uniti il 23 settembre 2014.
  - Pubblicata in Italia il 25 gennaio 2017.

Ovunque la prima stagione sia stata pubblicata in DVD il formato video è 4:3 pan and scan, rispetto all'originale 16:9. All'infuori degli Stati Uniti, i contenuti speciali dei DVD originali sono presenti solo per la prima e terza stagione (nell'edizione in plastica della seconda sono segnalati nella cover, ma non presenti all'interno di alcun disco).

#### Blu-ray Disc
- Quarta stagione:
  - L'unica stagione pubblicata in Blu-ray, e solo negli Stati Uniti.

## Accoglienza

### Ascolti
La stagione che ha ottenuto più audience è la nona, con una media di circa 10,51 milioni di telespettatori per episodio. Fa sempre parte dell'ultima stagione l'episodio più seguito, il ventitreesimo e ventiquattresimo, intitolato Last Forever, che ha ottenuto una media di 13.300.000 telespettatori.
| Stagione | Prima di stagione | Finale di stagione | Messa in onda                                                             | Media spettatori (in milioni) |
| -------- | ----------------- | ------------------ | ------------------------------------------------------------------------- | ----------------------------- |
| 1        | 19 settembre 2005 | 15 maggio 2006     | Lunedì alle 20:30                                                         | 9,46                          |
| 2        | 18 settembre 2006 | 14 maggio 2007     | Lunedì alle 20:30 (dal 18/9 al 2/10) Lunedì alle 20:00 (dal 9/10 al 14/5) | 9,12                          |
| 3        | 24 settembre 2007 | 19 maggio 2008     | Lunedì alle 20:00 (dal 24/9 al 10/3) Lunedì alle 20:30 (dal 17/3 al 19/5) | 8,21                          |
| 4        | 22 settembre 2008 | 18 maggio 2009     | Lunedì alle 20:30                                                         | 9,43                          |
| 5        | 21 settembre 2009 | 24 maggio 2010     | Lunedì alle 20:00                                                         | 8,73                          |
| 6        | 20 settembre 2010 | 20 maggio 2011     | Lunedì alle 20:00                                                         | 8,80                          |
| 7        | 19 settembre 2011 | 14 maggio 2012     | Lunedì alle 20:00                                                         | 9,67                          |
| 8        | 24 settembre 2012 | 13 maggio 2013     | Lunedì alle 20:00                                                         | 9,02                          |
| 9        | 23 settembre 2013 | 31 marzo 2014      | Lunedì alle 20:00                                                         | 10,51                         |

### Critica
Sin dalla prima stagione la sitcom ha ottenuto buoni ascolti e un'accoglienza prevalentemente positiva, nonché vari riconoscimenti. Per location, comicità e dinamiche di gruppo molti critici hanno eletto How I Met Your Mother come l'erede ideale di Friends, sitcom simbolo degli anni Novanta e conclusasi l'anno prima.

## Riconoscimenti
La serie nel corso degli anni ha ottenuto diversi riconoscimenti:
- 2006 - Premio Emmy[71]
  - Miglior direzione artistica per una serie TV multi-camera a Steve Olson (scenografo) e Susan Mina Eschelbach (arredatrice) per l'episodio Una lunga storia
  - Miglior fotografia per una serie TV multi-camera a Chris La Fountaine (direttore della fotografia) per l'episodio La limousine
- 2007 - Premio Emmy[71]
  - Miglior direzione artistica per una serie TV multi-camera a Steve Olson (scenografo) e Susan Mina Eschelbach (arredatrice) per gli episodi La giustizia secondo Lily, Il matrimonio perfetto e Fine di una storia
- 2007 - Gold Derby Awards[72]
  - Migliore attore non protagonista in una serie TV commedia a Neil Patrick Harris
- 2008 - Premio Emmy[71]
  - Miglior direzione artistica per una serie TV multi-camera a Steve Olson (scenografo) e Susan Mina Eschelbach (arredatrice) per gli episodi Cilecca, Senza domani e Miracoli
- 2008 - ALMA Award
  - Miglior sceneggiatura per una serie TV a Gloria Calderon Kellett per l'episodio Conoscenze vecchie e nuove
- 2008 - Online Film & Television Association[73]
  - Migliore attore non protagonista in una serie TV commedia a Neil Patrick Harris
- 2008 - Gold Derby Awards[74]
  - Miglior attore non protagonista in una serie TV commedia a Neil Patrick Harris
- 2009 - Gold Derby Awards[75]
  - Miglior attore non protagonista in una serie TV commedia a Neil Patrick Harris
- 2009 - Premio Emmy[71]
  - Miglior direzione artistica per una serie TV multi-camera a Steve Olson (scenografo) e Susan Mina Eschelbach (arredatrice) per gli episodi Shelter Island e La festa del non papà
- 2010 - People's Choice Awards
  - Miglior attrice di una serie TV commedia ad Alyson Hannigan
- 2010 - Prism Awards[76]
  - Miglior episodio in una serie tv commedia per l'episodio L'ultima sigaretta
- 2011 - People's Choice Awards
  - Miglior attore in una serie TV commedia a Neil Patrick Harris
- 2011 - Critics' Choice Television Award
  - Miglior attore non protagonista in una serie TV commedia a Neil Patrick Harris
- 2012 - People's Choice Awards[77]
  - Miglior serie TV commedia
  - Miglior attore in una serie TV commedia a Neil Patrick Harris
  - Miglior guest star a Katy Perry per l'episodio Oh, Tesoro
- 2012 - Jupiter Award[78]
  - Miglior serie TV internazionale
- 2013 - Premio Emmy[71]
  - Miglior montaggio per una serie TV multi-camera a Susan Federman (montatrice) per l'episodio P.S. ti amo
  - Miglior fotografia per una serie TV multi-camera a Chris La Fountaine (direttore della fotografia) per l'episodio La pagina finale (2ª parte)
- 2013 - EWwy Awards[79]
  - Miglior attrice non protagonista in una serie TV commedia a Cobie Smulders
- 2014 - Premio Emmy[71]
  - Miglior fotografia per una serie TV multi-camera a Chris La Fountaine (direttore della fotografia) per l'episodio Margherita
- 2015 - Montecarlo Television Festival[80]
  - Miglior serie TV commedia

## Inside joke
Saltuariamente sono presenti nella sitcom alcuni casi di inside joke riferiti a precedenti interpretazioni di Neil Patrick Harris e Alyson Hannigan, entrambi già famosi al grande pubblico anche prima di How I Met Your Mother:
- nell'episodio Castelli di sabbia della terza stagione viene nominata e presentata Michelle, compagna di liceo di Lily. Questo è un inside joke riferito alla carriera di Hannigan, in quanto è il nome del personaggio interpretato dall'attrice nella serie cinematografica American Pie;
- l'episodio Il grafico si chiude con Barney che, seduto al computer, sta scrivendo sul suo blog, in una schermata blu. Questo è un inside joke che allude al ruolo di Harris in Doogie Howser, nel quale il suo personaggio concludeva ogni volta l'episodio scrivendo il suo diario al computer. È la stessa anche la musica di sottofondo;
- in Famiglia in affitto Barney dice che i migliori attori bambini erano quelli degli anni Ottanta; questo è un altro inside joke di Harris, alludendo al fatto che egli stesso ha cominciato la sua carriera da attore proprio da bambino, alla fine del succitato decennio, con il film Il grande cuore di Clara e la serie TV Doogie Howser;
- in La vendetta della sberla Lily si esibisce più volte nello sguardo chiamato "Tu per me sei morto!", che consiste nel guardare storto una persona e immaginare di farla esplodere; lo sguardo è simile a quello di Dark Willow, personaggio di Buffy l'ammazzavampiri. Questo è un inside joke riferito ad Hannigan, essendo l'attrice salita alla ribalta proprio interpretando Willow;
- nell'episodio Pensando a un Bambino della sesta stagione Marshall e Lily cercano di scegliere il nome del loro bambino, e la ragazza propone come prima ipotesi quello di Tara. Questo è un inside joke riferito a Tara MacLay, la prima ragazza di Willow in Buffy l'ammazzavampiri;
- nell'episodio Amori agli sgoccioli dell'ottava stagione Lily parla di una fantomatica ragazza sexy danese di nome Nadia, chiaro riferimento al personaggio della prima trilogia di American Pie.

## Tie-in
Un particolare aspetto di How I Met Your Mother, molto apprezzato dai fan, è stato l'inserimento di numerosi tie-in all'interno degli episodi. Nello specifico i creatori della serie amavano inventare numerosi siti web falsi che venivano poi puntualmente nominati nel corso degli episodi, generando un curioso fenomeno di marketing virale; Carter Bays e Craig Thomas hanno rivelato che ogni qual volta veniva messo in linea un nuovo falso sito, questo andava in crash in appena 15 minuti a causa dei troppi accessi.
Il caso più famoso di tie-in nella sitcom è il Barney's Blog, periodicamente citato e aggiornato da Barney stesso, ospitato all'interno del sito della CBS. Sempre a Barney è dedicato The Bro Code, il libro contenente le regole di vita del personaggio, che è stato realmente pubblicato. Marshall e Lily sono invece stati protagonisti di alcuni video, distribuiti in Internet dalla CBS nell'intervallo tra la seconda e terza stagione, che raccontano la loro luna di miele in Scozia. Ha avuto molto successo anche il finto profilo Myspace di Robin Sparkles, tant'è che il videoclip di Lets Go to the Mall ha ricevuto in breve tempo oltre 430 000 visualizzazioni su YouTube.

### Libri
Tre opere letterarie fittizie, citate nel corso delle varie stagioni della serie da Barney, sono state poi realmente pubblicate:
- Barney Stinson, The Bro Code, New York, Fireside, 2008, ISBN 978-1-4391-1000-3. – Citato da Barney molte volte durante la serie, è un insieme di regole scritte da seguire per i "fratelli", non sanguinei, ed è stato pubblicato realmente.[89] Barney sostiene che il libro sia stato scritto da Barnabas Stinson (un suo avo), contemporaneo di George Washington e Benjamin Franklin. Un simile codice per donna, The Chick Code, è stato pubblicato.
- Barney Stinson, Bro on the Go, New York, Fireside, 2009, ISBN 978-1-4391-7313-8. – Compendio del The Bro Code, pubblicato nel 2009.[90]
- Barney Stinson, Matt Kuhn, The Playbook, New York, Touchstone, 2010, ISBN 978-1-4391-9683-0. – Basato sull'episodio Strategie di rimorchio della quinta stagione, di Barney Stinson e Matt Kuhn.[91]

## Progetti cancellati

### How I Met Your Dad
Il 15 novembre 2013 viene annunciato che la CBS e la 20th Century Fox avrebbero lavorato su uno spin-off al femminile della serie, dal titolo How I Met Your Dad, con una trama a sé stante rispetto alla serie madre. I membri principali del cast avrebbero dovuto essere Greta Gerwig, Drew Tarver, Nicholas D'Agosto ed Andrew Santino. La protagonista si sarebbe dovuta chiamare Sally, e la voce narrante, dunque della Sally del futuro, sarebbe stata di Meg Ryan.
Nel 2014, la CBS boccia l'episodio pilota, in quanto non all'altezza delle aspettative, e gli showrunner Craig Thomas e Carter Bays si rifiutano di girare un altro episodio pilota. L'11 luglio 2014 Bays conferma la totale cancellazione del progetto.

### Revival
Nel 2017, Dana Walden, la CEO di Fox, dichiara di essere intenzionata a fare un revival della serie, non appena Thomas e Bays avessero avuto l'opportunità di farlo. Tuttavia nel 2018, Cobie Smulders, l'attrice interprete di Robin Scherbatsky nella serie, ne smentisce la realizzazione, quantomeno nel breve periodo.

## Spin-off

### How I Met Your Father
Il 14 dicembre 2016 viene annunciato che Isaac Aptaker e Elizabeth Berger stavano lavorando su una nuova versione dello spin-off cancellato, reintitolato How I Met Your Father, con Carter Bays e Craig Thomas nei ruoli di produttori esecutivi. Il 6 marzo 2017, Aptaker e Barger vengono promossi al ruolo di showrunner della serie This Is Us, al fianco di Dan Fogelman, e, a fronte dei loro nuovi impegni, il progetto di How I Met Your Father viene inizialmente messo in secondo piano per poi essere abbandonato di lì a breve.
Dopo quattro anni di silenzio il 21 aprile 2021 viene annunciata la ripresa dello sviluppo dello spin-off grazie a Hulu, che ordina una stagione completa con Hilary Duff come protagonista.

## Citazioni e riferimenti

### Citazioni da altre opere
- In La zucca supersexy, Barney si traveste per Halloween come Val Kilmer in Top Gun. Inoltre, nella scena Barney si presenta a casa di Ted con uno stereo che irradia Danger Zone di Kenny Loggins, uno dei brani contenuti nella colonna sonora omonima del film.
- In Il gioco della verità, la trasformazione di Barney da bravo ragazzo in playboy incallito ricorda quella di Anakin Skywalker in Dart Fener in Star Wars: Episodio III - La vendetta dei Sith.
- L'episodio Il trasloco si conclude con una scena al MacLaren's dove Barney legge una Top Ten, allo stile del David Letterman Show.
- In Chiamatemi Swarley, Barney riceve lo sfortunato soprannome "Swarley". Alla fine dell'episodio tutte le persone al MacLaren's lo chiamano in coro Swarley, e a quel punto Carl accende lo stereo facendo sentire Where Everybody Knows Your Name, la colonna sonora della serie Cheers, mettendo in scena un tormentone del telefilm citato. A seguire, anche il tipo di carattere dei titoli di coda si adegua a quello di Cheers.
- In Prima volta a New York, Barney racconta la prima volta che ha avuto un rapporto sessuale come se ciò fosse avvenuto alla maniera di Dirty Dancing - Balli proibiti.
- In Quello non sono io, Jeff Coatsworth, il futuro datore di lavoro di Marshall, lo invita su una ruota panoramica e lo convince ad accettare il lavoro. Il dialogo e l'ambientazione ricalcano il discorso di Harry Lime a Holly Martins nel film Il terzo uomo.
- In La casa dei sogni, Ted ricostruisce un litigio tra Marshall e Lily come in un episodio di CSI, parodiando i modi e comportamenti del protagonista di CSI: Miami, Horatio Caine.
- In Il grafico, Barney ricorda le immagini delle donne con cui è stato utilizzando lo stesso meccanismo dell'Intersect della serie TV Chuck.
- In Il migliore hamburger di New York, il discorso finale di Marshall ricalca quello di F. Murray Abraham (nei panni di Antonio Salieri) nel film Amadeus.
- In Vita da single, una sequenza con Barney alle prese con dei piccioni allude al film di Alfred Hitchcock Gli uccelli.
- In La rissa, Marshall si azzuffa con i suoi fratelli sulla falsariga del film Fight Club.
- In Il patto dei single, Marshall e Barney sognano di volare in pigiama sopra la città, un riferimento alla scena del film Il grande Lebowski.
- Sempre in Il patto dei single, quando Ted e Lily si azzuffano verbalmente, ricalcano il diverbio finale tra Tom Cruise e Jack Nicholson in Codice d'onore.
- In Giochi erotici canadesi, quando Marshall elenca le persone che hanno aiutato lui e Barney a mentire a Ted, la sequenza ricorda graficamente la presentazione dei personaggi del film Snatch - Lo strappo.
- In La lista delle sfide, durante la partita di Basket dei bambini, Marshall sostiene che un giocatore appartenente alla squadra avversaria si sia trasformato in licantropo, chiaro riferimento al film del 1985 Voglia di vincere, con protagonista Michael J. Fox.
- In Il corso serale, Barney, vedendo Ted abbandonare l'aula, si alza sulla sedia e grida «oh capitano, mio capitano», in riferimento al film L'attimo fuggente.
- In Strategie di rimorchio, una delle tecniche di rimorchio mostrate da Barney è "il Mrs. Stinsfire", chiaro riferimento al film Mrs. Doubtfire - Mammo per sempre, film con protagonista Robin Williams.
- In La finestra, Marshall porta a casa una scatola, e Robin inizia a chiedergli ossessivamente «Che c'è nella scatola?», citando la battuta del detective Mills in una delle ultime scene di Seven. Inoltre alla fine, quando Marshall chiede un segnale al se stesso sessantenne, si vede Marshall dal futuro recapitargli le ali di pollo come segnale, chiaro riferimento a Ritorno al Futuro.
- In Lei odia giacca e cravatta, Barney tenta di abbordare una "barista molto sexy" vestendosi in modo casual; in un momento di crisi d'astinenza si rifugia però in bagno per indossare un completo. Questa scena è una citazione da Pulp Fiction, per la precisione la sequenza in cui Vincent Vega viaggia in macchina sotto l'effetto di stupefacenti; anche la colonna sonora delle due scene è la medesima.
- Un'altra citazione da Pulp Fiction è presente nell'episodio La prima auto non si scorda mai, quando Lily e Robin sono a bordo della Fiero di Marshall e devono ripulire gli interni dal cibo take away rovesciato: la scena è un riferimento al personaggio di Mr. Wolf quando questi aiuta i due protagonisti a ripulire l'auto.
- In Scimmie e banane alla fine dell'episodio la scimmia Capitan Bobo prende una delle bambole dell'ospite di Robin, sale sul modellino dell'Empire State Building di Ted e, giunto in cima, il cameraman gli lancia degli aeroplani di carta, chiara citazione da King Kong.
- In Robot contro wrestler la scena in cui Ted canta con le sue nuove conoscenze di alta classe alla festa, è un riferimento alla medesima scena del film Una poltrona per due, dove il protagonista è interpretato da Eddie Murphy.
- In Il licenziamento, Lily fa trovare nel lenzuolo di un suo alunno la testa mozzata del suo cavallo di peluche, parodia della celebre scena de Il Padrino.
- In La maledizione del Blitz, ci sono vari riferimenti alla serie TV Lost: guest star dell'episodio è Jorge Garcia, ovvero Hugo Reyes in Lost, e i vari riferimenti alla serie vanno dal numero di telefono casuale a cui inviare la foto del pene di Marshall (l'equazione di Valenzetti), fino alla reclusione passata su un'isola deserta.
- Nell'episodio Falso positivo Barney decide di utilizzare la sua tredicesima per organizzare il Barney's Favorite Things, durante il quale distribuisce regali gratis ai suoi amici e ad altri clienti del MacLaren's. Questo è un chiaro riferimento all'Oprah's Favorite Things, un segmento dell'Oprah Winfrey Show.
- Nell'episodio L'anima gemella Barney nell'agganciare le ragazze si comporta come gli alieni del film Predator: ha una vista a raggi infrarossi che gli permette di scegliere la sua "preda", e con i denti emette lo stesso rumore degli Yautja.
- Nell'episodio Pietre miliari Barney appare in sogno a Ted nei panni dell'architetto che ha costruito l'Arcadian; un riferimento al Canto di Natale.
- L'introduzione dell'episodio Maschio o femmina ricalca il prologo degli episodi della serie TV Person of Interest.
- Nell'episodio Ritorno della zucca supersexy, nel presentarsi alla festa di Halloween, Barney imita esplicitamente l'ingresso di Apollo Creed sul ring prima dell'incontro con Ivan Drago in Rocky IV.
- Nell'episodio Papà per un giorno, mentre Marshall cerca di convincere Robin e Lily che l'universo gli manda dei chiari segni, riporta un aneddoto in cui, quando era disoccupato, vide passare un'ambulanza, seguita da un cartello che metteva in vendita una stazione dei vigili del fuoco; come se non bastasse, mentre Marshall chiedeva ai passanti un cellulare per chiamare la moglie e comunicargli le notizie, colui che gli presta il telefono è uno degli attori di Ghostbusters - Acchiappafantasmi, il quale gli risponde: «chi chiamerai?» Tutti riferimenti a Ghostbusters, citati poi da Robin che gli chiede: «e poi sei diventato un acchiappafantasmi?»
- Nell'episodio Karma Robin viene ospitata da Marshall e Lily nella loro casa a Long Island: quando però lei decide di andarsene, i due fanno in modo di ritardarne la partenza, chiudendola a chiave nella sua stanza per la notte; quando si sveglia, vede Lily con un martello da carpentiere in mano, chiaro riferimento a Misery non deve morire.
- Nel corso dell'episodio La pagina finale (prima parte), ognuno dei cinque protagonisti immagina di vendicarsi della sua rispettiva ossessione gettandola dentro a un pozzo in un seminterrato, come il serial killer Jame Gumb nel film Il silenzio degli innocenti.
- Nell'episodio La maledizione dell'anello, l'anello di fidanzamento di Robin ha un potere simile a quello posseduto da Gollum nella saga de Il Signore degli Anelli: Robin infatti, indossandolo, scompare agli occhi degli altri uomini proprio come accade a chi indossa l'Unico Anello.
- Nell'episodio L'arte degli schiaffi, Marshall racconta del viaggio in Cina per incontrare i maestri dello schiaffeggio, con chiaro riferimento a Kill Bill vol.2, quando Beatrix Kiddo parte per il Vietnam per imparare le arti marziali dal maestro Pai Mei. Il nome stesso del maestro è l'autore de libro sul Mitico Albero degli Schiaffi. L'episodio è suddiviso in capitoli come Kill Bill, con cui condivide pure la colonna sonora.

Oltre alle singole citazioni sopracitate, nel corso delle varie stagioni di HIMYM sono presenti ciclici riferimenti a delle specifiche opere di fantasia, o a fatti realmente accaduti:
- La pellicola Weekend con il morto è una delle preferite da Ted, Marshall e Barney, e viene spesso inserita nei loro discorsi; in particolare, l'episodio Weekend con il morto dell'ottava stagione incomincia con un lungo prologo, frutto della fantasia di Barney, in cui lui e i due amici sono i protagonisti del suddetto film.
- In vari episodi, per far capire allo spettatore che Barney non ascolta le ragazze quando gli parlano, queste emettono gli stessi suoni degli adulti nei Peanuts.
- Nel corso delle stagioni sono inoltre presenti vari riferimenti a Guerre stellari, la serie cinematografica preferita da Ted, Marshall e Barney, e ai Guns N' Roses.
- Plurime sono anche le citazioni dalla saga di Indiana Jones. Nell'episodio Il discorso della quinta stagione, Ted affronta il suo primo giorno da professore universitario come se stesse vivendo un'avventura dell'omonimo archeologo, e varie volte è possibile sentire la colonna sonora della serie di film. Nell'incipit dell'episodio La visione del cavaliere della nona stagione, Barney ha invece una fantasia che parodia la conclusione dell'Ultima crociata, con lui e Ted rispettivamente nei panni di Indiana Jones e Walter Donovan; in seguito, per tutta la durata dell'episodio, Ted ha ricorrenti visioni del cavaliere templare presente nella scena succitata.
- A partire dalla sesta stagione, per innervosire Ted, i suoi amici iniziano a fare varie battute riferite al passaggio del cestista LeBron James dai Cleveland Cavaliers (squadra del cuore di Ted) ai Miami Heat; lo stesso Ted utilizza la cosa come metro di paragone quando deve parlare di fatti a lui sgraditi.

### Citazioni e parodie
- Nell'episodio Una scuola per Chris della serie animata I Griffin si può vedere nel televisore di casa Griffin un breve spezzone di How I Met Your Mother (diventata nell'occasione Come ho conosciuto tuo padre). Josh Radnor e Neil Patrick Harris doppiano i loro rispettivi personaggi, Ted e Barney.
- Nell'episodio Fondatore di Quahog sempre de I Griffin, i protagonisti di How I Met Your Mother cercano di far ridere il re come comici di corte.
- Nell'episodio Una serata tra amici della serie animata American Dad! il protagonista Stan Smith rivela di aver visto un episodio di How I Met Your Mother, e che ha trovato molto divertente Barney Stinson perché indossa sempre il completo.
- La storia Topolino e la stella che cadde e tornò nel cielo, pubblicata su Topolino nº 3015, narra la storia d'amore tra un ragazzo di nome Ted Mosby e una ragazza di nome Robin, chiaro riferimento ai due personaggi della serie.[103]
- Nell'episodio La paura fa novanta XXIV della venticinquesima stagione della serie I Simpson Homer al termine di esso dice ai suoi figli: "È così che ho conosciuto vostra madre". L'episodio si chiude con la sigla di How I Met Your Mother.